# Gazela (pesem)
Gazela (arabsko: ghasal - pletivo, preja) je krajša arabsko-perzijska nekitična lirsko pesniška oblika. Ima od 6 do 30 poljubno dolgih verzov brez predpisanega ritma. Notranja rima se pojavi v prvih dveh, nato pa v vsakem sodem verzu. Rimam pogosto sledi še pripev, ki je bistven za vsebino pesmi. Vsebina pesmi je svobodna, največkrat pa vsebuje motiviko ljubezni, vina ter prijateljstvo.
Mojster gazele je bil perzijski pesnik Hafis, ki je živel v 14. stoletju. Slovenci smo gazelo prevzeli iz nemške književnosti. Leta 1831 je Jakob Zupan prevedel dvanajst gazel kranjsko-nemškega pesnika Hermannsthala in jih objavil v Ilirskem listu, ki so bile sicer vsebinsko in oblikovno slabe. Prešeren je napisal sedem gazel (od tega 4 z refreni) ter se štejejo za mojstrske. Na Slovenskem so gazele pisali še Stritar, Medved, Kette in Župančič.